# XL Leisure Group
XL Leisure Group (XLLG) è stata la quinta società di tour operator del Regno Unito. Aveva anche operazioni in Francia, Germania, Irlanda, Australia e Cipro. È stato anche lo sponsor principale della società calcistica West Ham United.
Dopo un prolungato periodo di problemi finanziari, il giorno 12 settembre 2008 la società XL Leisure Group è stata messa in amministrazione controllata. A causa dell'impossibilità di proseguire l'attività della compagnia, tutti i voli ad essa riferiti sono stati cancellati e i servizi aerei interrotti.
Contestualmente, XL Airways France e XL Airways Germany, divisioni francese e tedesca del gruppo, sono state acquisite da Straumur-Burdaras Investment Bank che ne ha garantito la sopravvivenza e l'operatività regolare.

## Società controllate
Nel settembre 2008 il Gruppo era composto dalle seguenti società e partecipazioni:
| Tour Operator                                                                                            | Compagnie aeree XL Airways | Commercial       |
| --- | --- | ---------------- |
| XL.com Kosmar Holidays Travel City Direct Freedom Flights XL Holidays Aspire Holidays CrystalTO Heliades | XL Airways UK (già Excel Airways) XL Airways France (già Star Airlines) XL Airways Germany (già Star Europe) Xtra Airways Skywest Airlines | XL Aviation XL24 |